# دو یک مایل

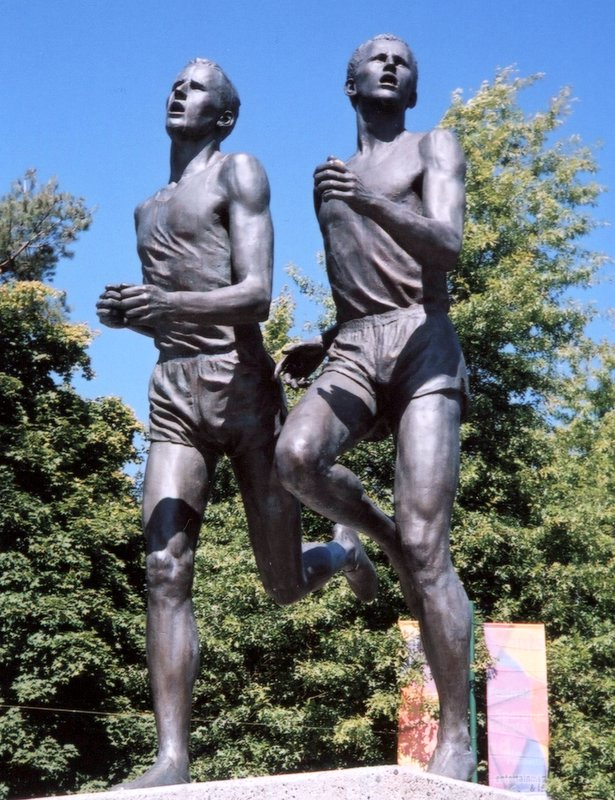
پیکرهٔ جان لندی و راجر بنیستر نخستین انسان‌هایی که یک مایل را در کمتر از ۴ دقیقه دویدند در رقابت تاریخی بازی‌های مشترک‌المنافع ۱۹۵۴. جان لندی به پشت سر خود نگاه می‌کند و بنیستر از سمت دیگر او را پشت سر می‌گذارد.

دو یک مایل یکی از رشته‌های دو نیمه‌استقامت است. یک مایل دقیقاً معادل ۱۶۰۹ متر و ۳۴۴ میلی‌متر (۱۶۰۹٫۳۴۴ متر) است، ولی اتحادیه بین‌المللی فدراسیون‌های دو و میدانی (IAAF) آن را ۱۶۰۹ متر و ۳۲۰ میلی‌متر (۱۶۰۹٫۳۲ متر) می‌داند.
دو یک مایل سابقهٔ طولانی در انگلیس دارد و حتی پس از تغییر مسافت‌های رسمی مسابقات به واحدهای متریک هم محبوبیت خود را حفظ کرده و اکنون تنها مسافت با واحد امپریال محسوب می‌شود که در زمره دوهای رسمی فدراسیون بین‌المللی قرار دارد.
مسابقات دو یک مایل در المپیک و مسابقات جهانی و قاره‌ای برگزار نمی‌شود، اما در برخی تورنمنت‌های معتبر برگزار می‌شود. یکی از بخش‌های مهم تاریخ دو و میدانی است.
تلاش دوندگان دههٔ ۱۹۵۰ برای دویدن یک مایل در زمانی کمتر از چهار دقیقه بود. راجر بنیستر، دوندهٔ انگلیسی، نخستین شخصی بود که در سال ۱۹۵۴ موفق به انجام این کار شد و ۴۶ روز بعد جان لندی استرالیایی رکورد او را بهبود بخشید.
رکورد فعلی دو ۱ مایل به میزان ۳:۴۳٫۱۳ دقیقه در اختیار هشام الگروج، دوندهٔ مراکشی، و رکورد زنان این ماده به میزان ۴:۱۲٫۵۶ دقیقه در اختیار سوتلانا ماسترکووا از روسیه است.